# Lewotobi
Lewotobi er en tvillingevulkan, der ligger i den sydøstlige del af øen Flores i Indonesien. Den har to toppe, stratovulkanerne Lewotobi Laki-laki (mandlige Lewotobi) og Lewotobi Perempuan (kvindelige Lewotobi). Den mere aktive Lewotobi Laki-laki ligger ca. 2,1 km nordvest for den højere Lewotobi Perempuan.
Ældre former af navnet er Lobetabi, Lovotivo og Loby Toby.

## Udbrud
Et udbrud i Lewotobi Laki-laki har været i gang siden 23. december 2023. Udbruddet fordrev op til 6.500 mennesker i januar 2024. Den 4. november 2024 spyede vulkanen smeltet materiale ud over flere landsbyer ca. 4 km væk, ødelagde huse og dræbte mindst ni. Myndighederne i Indonesien hævede vulkanens alarmstatus til det højeste niveau og forbød al aktivitet inden for radius på 7 km omkring vulkanen. Syv landsbyer blev berørt af udbruddet. En nyt udbrud som startede 7. november 2024 forårsagede op til 10 km høje askeskyer den 9. november. Lava, sten og jord blev kastet ud fra vulkanen i op til 8 km's afstand. Som følge heraf blev forbudszonen rundt om vulkanen udvidet til en radius på 8 km.